# Cleveland Browns 1973
La stagione 1973 dei Cleveland Browns è stata la 24ª della franchigia nella National Football League. La squadra concluse con un record di 7-5-2, terminando terza nella AFC Central division e mancando l'accesso ai playoff.

## Roster
| Roster dei Cleveland Browns nel 1973 |
| --- |
| Quarterback - 13 Don Horn - 15 Mike Phipps - 17 Brian Sipe Running Back - 30 Ken Brown - 37 Hugh McKinnis - 44 Leroy Kelly - 34 Greg Pruitt - 35 Bo Scott FB Wide Receiver - 88 Steve Holden - 43 Fair Hooker - 26 Billy Lefear - 25 Frank Pitts - 42 Gloster Richardson - 48 Dave Sullivan Tight End - 83 Chip Glass - 89 Milt Morin - 85 Ken Smith Offensive Linemen - 63 Joe Carollo T - 64 Jim Copeland G - 61 Bob DeMarco C - 65 John Demarie G - 73 Doug Dieken T - 66 Gene Hickerson G - 78 Bob McKay T Defensive Linemen - 74 Carl Barisich DT - 84 Bob Briggs DE - 71 Walter Johnson DT - 80 Joe Jones DE - 53 Mel Long - 81 Nick Roman DE - 72 Jerry Sherk DT Linebacker - 52 Billy Andrews OLB - 60 Bob Babich - 50 John Garlington OLB - 59 Charlie Hall OLB - 56 Jim Nomaniszyn Defensive Back - 23 Cliff Brooks - 27 Thom Darden FS - 28 Ben Davis CB - 22 Clarence Scott CB - 20 Jim Stienke CB - 29 Walt Sumner CB Special Team - 12 Don Cockroft K/P                    |
| Legenda - I rookie sono in corsivo. - Il primo ruolo è il principale mentre gli eventuali successivi indicano i ruoli secondari. - (IR) sta per Injured Reserve ed indica la lista ristretta per un solo giocatore infortunato che può tornare ad allenarsi dopo la settimana 6 e a rientrare in prima squadra dopo che questa ha giocato 8 partite. - (NF-Inj.) / (NF-Ill.) stanno rispettivamente per Non-Football Injured e Non-Football Illness ed indicano le liste dove viene inserito un giocatore che ha un infortunio o una malattia non dipendente dal football americano. - (PUP) sta per Physically Unable to Perform ed indica la lista dove viene inserito un giocatore mentre è in attesa di recuperare la condizione fisica. Nella stagione regolare dopo la sesta partita giocata dalla propria squadra, il giocatore ha tempo tre settimane per riprendere ad allenarsi, più tre settimane aggiuntive dal suo rientro agli allenamenti per rientrare in prima squadra. |

## Calendario
| Stagione regolare |              |                        |           |        |                                 |          |         |
| Turno             | Data         | Avversario             | Risultato | Record | Stadio                          | Pubblico | Sintesi |
| 1                 | 16 settembre | Baltimore Colts        | V 24–14   | 1–0    | Cleveland Municipal Stadium     | 74,303   | Recap   |
| 2                 | 23 settembre | at Pittsburgh Steelers | S 6–33    | 1–1    | Three Rivers Stadium            | 49,396   | Recap   |
| 3                 | 30 settembre | New York Giants        | V 12–10   | 2–1    | Cleveland Municipal Stadium     | 76,065   | Recap   |
| 4                 | 7 ottobre    | Cincinnati Bengals     | V 17–10   | 3–1    | Cleveland Browns Stadium        | 70,805   | Recap   |
| 5                 | 15 ottobre   | Miami Dolphins         | S 9–17    | 3–2    | Cleveland Municipal Stadium     | 72,070   | Recap   |
| 6                 | 21 ottobre   | Houston Oilers         | V 42–13   | 4–2    | Cleveland Municipal Stadium     | 61,146   | Recap   |
| 7                 | 28 ottobre   | San Diego Chargers     | P 16–16   | 4–2–1  | Cleveland Municipal Stadium     | 68,244   | Recap   |
| 8                 | 4 novembre   | at Minnesota Vikings   | S 3–26    | 4–3–1  | Metropolitan Stadium            | 45,590   | Recap   |
| 9                 | 11 novembre  | at Houston Oilers      | V 23–13   | 5–3–1  | Houston Astrodome               | 37,230   | Recap   |
| 10                | 18 novembre  | at Oakland Raiders     | V 7–3     | 6–3–1  | Oakland–Alameda County Coliseum | 47,398   | Recap   |
| 11                | 25 novembre  | Pittsburgh Steelers    | V 21–16   | 7–3–1  | Cleveland Municipal Stadium     | 67,773   | Recap   |
| 12                | 2 dicembre   | at Kansas City Chiefs  | P 20–20   | 7–3–2  | Arrowhead Stadium               | 70,296   | Recap   |
| 13                | 9 dicembre   | at Cincinnati Bengals  | S 17–34   | 7–4–2  | Riverfront Stadium              | 58,266   | Recap   |
| 14                | 16 dicembre  | at Los Angeles Rams    | S 17–30   | 7–5–2  | Los Angeles Memorial Coliseum   | 73,948   | Recap   |

Note: gli avversari della propria division sono in grassetto.

## Classifiche
| AFC Central         |    |    |   |      |      |       |     |     |     |
|                     | V  | S  | P | %    | CONF | DIV   | PF  | PS  | STR |
| Cincinnati Bengals  | 10 | 4  | 0 | .714 | 4–2  | 8–3   | 286 | 231 | V6  |
| Pittsburgh Steelers | 10 | 4  | 0 | .714 | 4–2  | 7–4   | 347 | 210 | V2  |
| Cleveland Browns    | 7  | 5  | 2 | .571 | 4–2  | 6–3–2 | 234 | 255 | S2  |
| Houston Oilers      | 1  | 13 | 0 | .071 | 0–6  | 1–10  | 199 | 447 | S6  |